# Solanum tweedianum
Solanum tweedianum är en potatisväxtart som beskrevs av William Jackson Hooker. Solanum tweedianum ingår i släktet skattor som ingår i familjen potatisväxter. Inga underarter finns listade i Catalogue of Life.